# Międzynarodowy Rok ONZ

Flaga ONZ.

Międzynarodowy Rok ONZ – międzynarodowe lata, czasami wchodzące w skład dłuższego okresu międzynarodowych dekad, projektowane każdorazowo przez Zgromadzenie Ogólne ONZ w celu przyciągnięcia uwagi do wybranych kwestii o ogólnoświatowym znaczeniu. 
Używając symboliki, zwłaszcza specjalnie zaprojektowanego logo, wybranego motto oraz infrastruktury Narodów Zjednoczonych, ONZ (czasem poprzez swoje agendy) koordynuje przebieg obchodów na skalę światową i regionalną, będąc katalizatorem zmian w istotnych dla świata kwestiach. Pewne szczególnie istotne tematyki powracają cyklicznie w kolejnych odsłonach, np. na początku i końcu wyznaczonej dekady. Wielokrotnie podkreślanym wątkiem w tematyce lat i dekad ONZ jest znaczenie elementów środowiska przyrodniczego oraz kultury ludzkiej i zjawisk społecznych dla realizacji Celów Zrównoważonego Rozwoju (SDG).
Od 1985 roku ONZ ogłasza całe Międzynarodowe Dekady, w celu zwrócenia uwagi społeczności międzynarodowej na najważniejsze zagadnienia o znaczeniu cywilizacyjnym i wspierania działań o znaczeniu światowym. 
Tematyka Roku lub Dekady ONZ przyjmowana i ogłaszana jest w postaci rezolucji Zgromadzenia Ogólnego ONZ (czasem aktów wyspecjalizowanych agend ONZ) i podawana do wiadomości publicznej na stronie internetowej organizacji   .
Zazwyczaj, specjalnie wyznaczona dla danego Roku, agencja prezentuje w następnym roku pisemny raport podsumowujący działania i wydarzenia, które miały miejsce na całym świecie pod auspicjami Międzynarodowego Roku, oraz przygotowuje rekomendacje na przyszłość.

## Międzynarodowe lata ONZ
- 2029

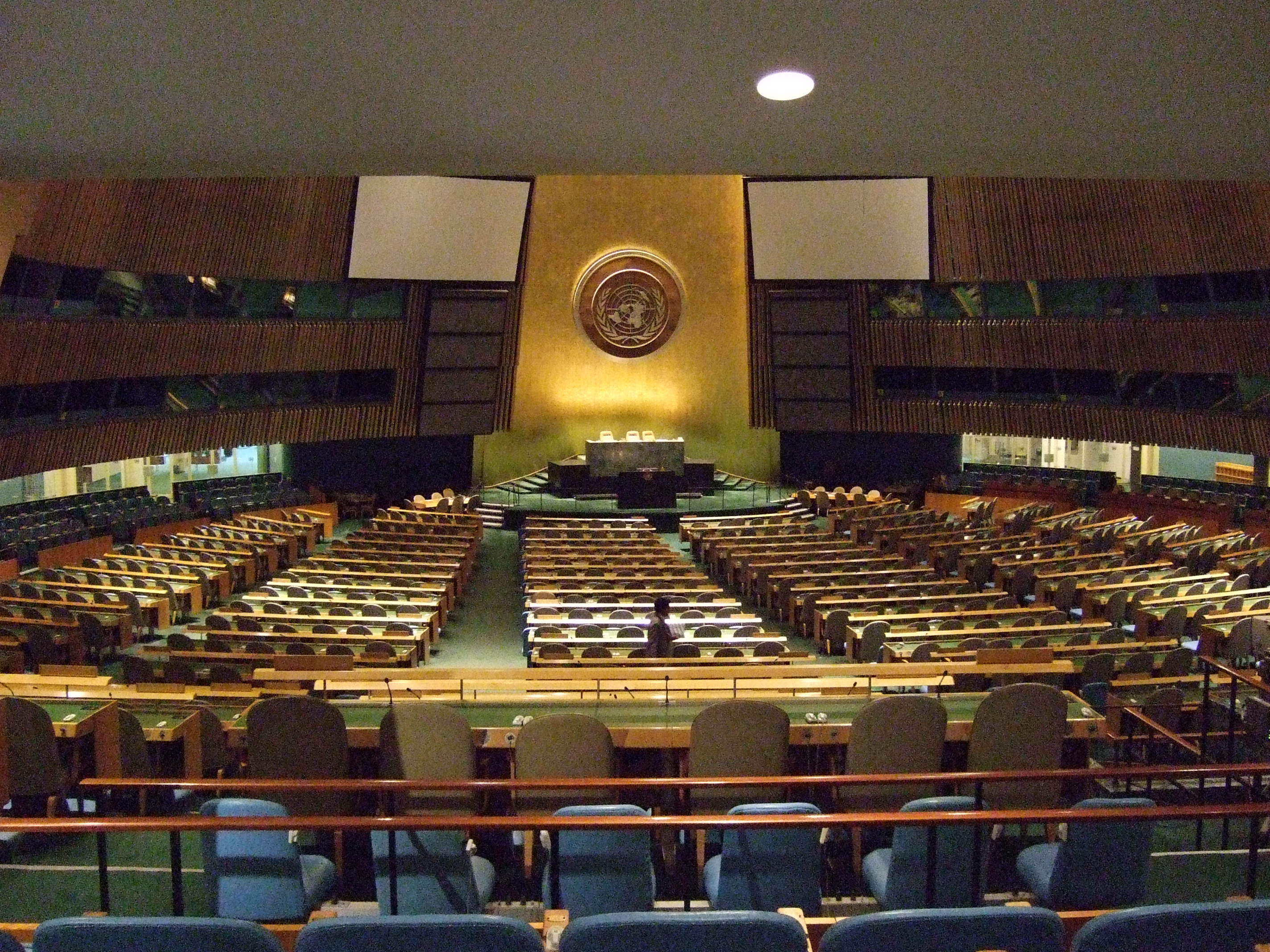
Sala posiedzeń Zgromadzenia Ogólnego ONZ w Nowym Jorku.

  - Międzynarodowy Rok Świadomości Zagrożenia Asteroidami i Obrony Planetarnej [6]
- 2028
  - Międzynarodowy Rok znaczenia Wody dla Zrównoważonego Rozwoju[7]
  - Międzynarodowy Rok Rolnictwa Rodzinnego[8]
- 2027
  - Międzynarodowy Rok Zrównoważonej i Odpornej Turystyki[9]
- 2026
  - Międzynarodowy Rok Kobiet Rolniczek[10]
  - Międzynarodowy Rok Ochrony Pastwisk i Pasterzy[11]
  - Międzynarodowy Rok Wolontariuszy na rzecz Zrównoważonego Rozwoju[12]
- 2025
  - Międzynarodowy Rok Ochrony Lodowców[13]
  - Międzynarodowy Rok Nauki i Technologii Kwantowych[14]
  - Międzynarodowy Rok Spółdzielczości[15]
  - Międzynarodowy Rok Pokoju i Zaufania[16]
- 2024
  - Międzynarodowy Rok Wielbłądowatych[17]
- 2023
  - Międzynarodowy Rok Prosa i podobnych Zbóż[18][19]
  - Międzynarodowy Rok Dialogu jako Gwarancji Pokoju[20]
- 2022
  - Międzynarodowy Rok Rybołówstwa Tradycyjnego (Rzemieślniczego) i Akwakultury[21]
  - Międzynarodowy Rok Szkła[22]
  - Międzynarodowy Rok Nauk Podstawowych na Rzecz Zrównoważonego Rozwoju[23]
  - Międzynarodowy Rok Zrównoważonego Rozwoju Obszarów Górskich[24][25]
- 2021[26]
  - Międzynarodowy Rok Pokoju i Zaufania[27]
  - Międzynarodowy Rok Kreatywnej Gospodarki na Rzecz Zrównoważonego Rozwoju[28]
  - Międzynarodowy Rok Owoców i Warzyw[29]
  - Międzynarodowy Rok na Rzecz Eliminacji Pracy Dzieci[30]
- 2020
  - Międzynarodowy Rok Zdrowia Roślin[31]
  - Międzynarodowy Rok Pielęgniarek i Położnych[32]
- 2019
  - Międzynarodowy Rok Języków Rdzennych[33][34]
  - Międzynarodowy Rok Układu Okresowego Pierwiastków Chemicznych[35]
  - Międzynarodowy Rok Umiarkowania[36]
- 2017
  - Międzynarodowy Rok Zrównoważonej Turystyki dla Rozwoju[37]
- 2016
  - Międzynarodowy Rok Suchych Nasion Roślin Strączkowych, „Pożywne ziarna dla zrównoważonej przyszłości”[37]
- 2015
  - Międzynarodowy Rok Światła (proklamowany przez Zgromadzenie Ogólne ONZ 20 grudnia 2013, pod patronatem UNESCO)[38]
  - Międzynarodowy Rok Gleb[39]
- 2014
  - Międzynarodowy Rok Krystalografii[40]
  - Międzynarodowy Rok Małych, Rozwijających się Państw Wyspiarskich[41]
  - Międzynarodowy Rok Rolnictwa Rodzinnego (rezolucja A/RES/66/222)[42][43]
  - Międzynarodowy Rok Solidarności z Ludnością Palestyńską[44]
  - Obchody dwudziestej rocznicy Międzynarodowego Roku Rodziny[45]

- 2013
  - Międzynarodowy Rok Współpracy w Dziedzinie Wody (rezolucja A/RES/65/154)[42]
  - Międzynarodowy Rok Komosy Ryżowej (dokument FAO A/C.2/65/L.16[46]; rezolucja A/RES/66/22[42])

- 2012
  - Międzynarodowy Rok Zrównoważonej Energii dla Wszystkich Ludzi (rezolucja A/RES/65/151)[47]
  - Międzynarodowy Rok Spółdzielczości (rezolucja A/RES/64/136)[48]

- 2011
  - Międzynarodowy Rok Lasów (pod patronatem FAO, rezolucja A/RES/61/193 z 20 grudnia 2006)
  - Międzynarodowy Rok Chemii ("Chemia - nasze życie, nasza przyszłość") - rezolucja A/RES/63/209 z 19 grudnia 2008
13 listopada 2008 Zgromadzenie Ogólne, po konsultacjach z państwami członkowskimi, wyznaczyło UNESCO na koordynatora przygotowań do obchodów Roku (rezolucja 63/22)
  - Międzynarodowy Rok Ludności Pochodzenia Afrykańskiego (od 01.01.2011) - rezolucja A/RES/64/169 z 18 grudnia 2009
  - Międzynarodowy Rok Młodzieży (do 11.08.2011)

- 2010
  - Międzynarodowy Rok Bioróżnorodności - rezolucja 61/203 z 20 grudnia 2006
  - Międzynarodowy Rok Zbliżenia Kultur
  - Międzynarodowy Rok Młodzieży: Dialogu i Wzajemnego Zrozumienia (12.08.2010 - 11.08.2011) - rezolucja A/RES/64/134 z 18 grudnia 2009
  - Międzynarodowy Rok Żeglarza

- 2009

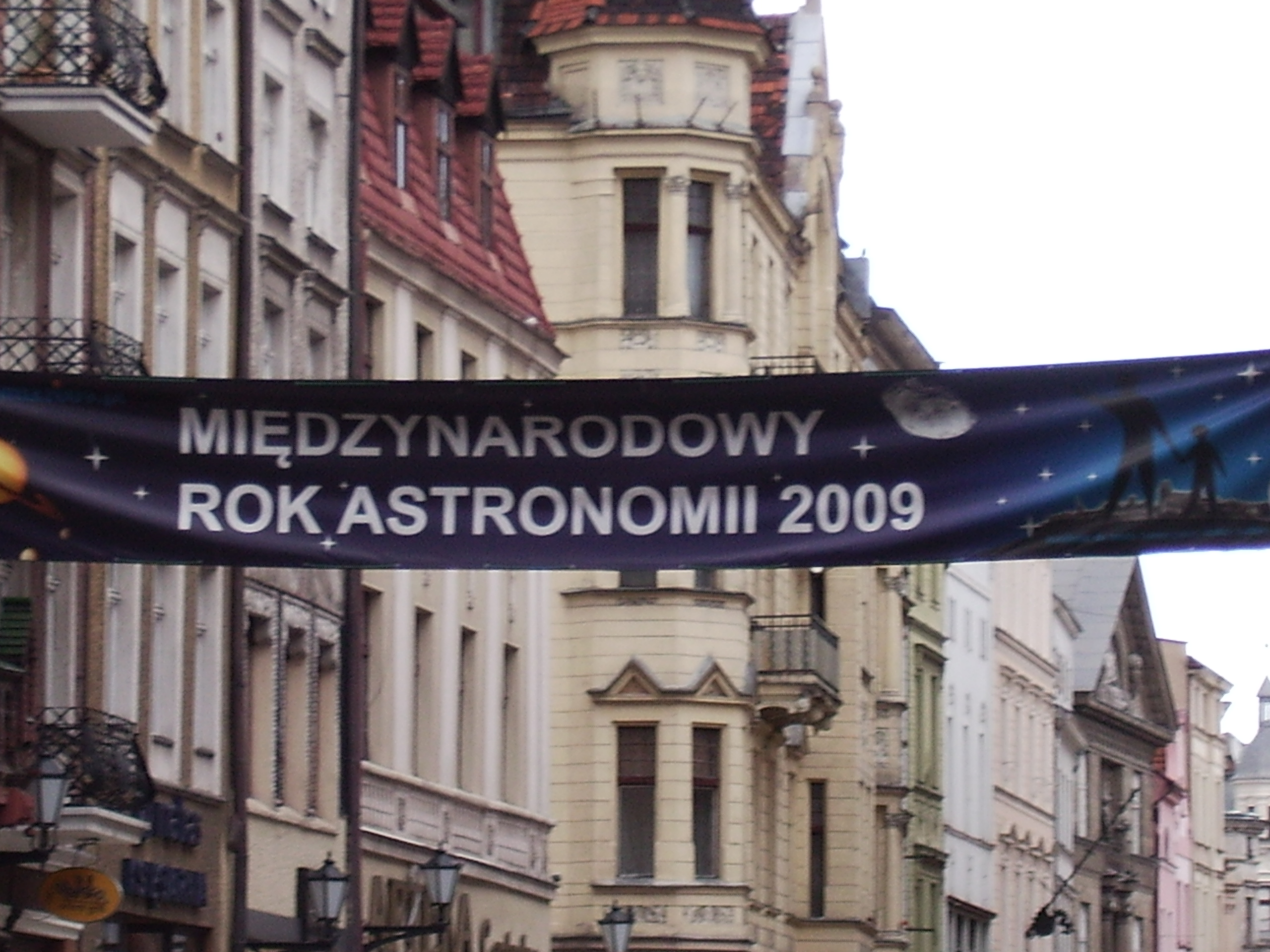
Międzynarodowy Rok Astronomii 2009 - reklama na toruńskiej starówce.

  - Międzynarodowy Rok Astronomii - rezolucja 62/200 z 19 grudnia 2007 (z UNESCO w roli koordynatora)
  - Międzynarodowy Rok Pojednania - rezolucja 61/17 z 20 listopada 2006
  - Międzynarodowy Rok Włókien Naturalnych (pod patronatem FAO) - rezolucja 61/189 z 20 grudnia 2006
  - Międzynarodowy Rok Nauczania o Prawach Człowieka (od 10 grudnia 2008)
  - Rok Goryla (UNEP i UNESCO)

- 2008
  - Międzynarodowy Rok Planety Ziemi (pod patronatem UNESCO) - rezolucja 60/192 z 22 grudnia 2005
  - Międzynarodowy Rok Ziemniaka (we współpracy FAO i UNDP)- rezolucja 60/191 z 22 grudnia 2005
  - Międzynarodowy Rok Języków
  - Międzynarodowy Rok Warunków Sanitarnych (rezolucja 61/192 z 20 grudnia 2006)[49]

- 2007–2009 - Międzynarodowy Rok Planety Ziemia (trzylecie)

- 2007
  - Międzynarodowy Rok Małych Kredytów
  - Międzynarodowy Rok Delfina

- 2006 - Międzynarodowy Rok Pustyń i Pustynnienia

- 2005
  - Międzynarodowy Rok Fizyki 2005 (ang. IYP 2005)
  - Międzynarodowy Rok Sportu i Wychowania Fizycznego
  - Międzynarodowy Rok Mikrokredytu[50]

- 2004
  - Międzynarodowy Rok dla Upamiętnienia Walki z Niewolnictwem i jego Zniesienia[51]
  - Międzynarodowy Rok Ryżu (ang. IYR)[52]
  - Obchody dziesiątej rocznicy Międzynarodowego Roku Rodziny

- 2003 - Międzynarodowy Rok Słodkiej Wody

- 2002
  - Międzynarodowy Rok Dziedzictwa Kulturowego
  - Międzynarodowy Rok Ekoturystyki (ang. IYE)[53]
  - Międzynarodowy Rok Terenów Górskich[54]

- 2001
  - Rok Narodów Zjednoczonych Dialogu między Cywilizacjami
  - Międzynarodowy Rok Mobilizacji przeciwko Rasizmowi
  - Międzynarodowy Rok Wolontariatu

- 2000
  - Międzynarodowy Rok Dziękczynienia
  - Międzynarodowy Rok Kultury Pokoju

- 1999 - Międzynarodowy Rok Seniorów

- 1998 - Międzynarodowy Rok Oceanu

- 1996 - Międzynarodowy Rok Wykorzeniania Ubóstwa

- 1995
  - Międzynarodowy Rok Wspominania Ofiar II Wojny Światowej
  - Międzynarodowy Rok Tolerancji

- 1994
  - Międzynarodowy Rok Sportu i Ideałów Olimpijskich
  - Międzynarodowy Rok Rodziny

- 1993 - Międzynarodowy Rok Ludów Tubylczych

- 1992 - Międzynarodowy Rok Przestrzeni Kosmicznej

- 1990 - Międzynarodowy Rok Alfabetyzacji

- 1987 - Międzynarodowy Rok Ochrony dla Bezdomnych

- 1986 - Międzynarodowy Rok Pokoju

- 1985
  - Międzynarodowy Rok Narodów Zjednoczonych
  - Międzynarodowy Rok Młodzieży (ang. IYY)

- 1983 - Rok Komunikacji Światowej

- 1982 - Międzynarodowy Rok Mobilizacji na Rzecz Sankcji przeciwko Afryce Południowej

- 1981 - Międzynarodowy Rok Niepełnosprawnych

- 1979 - Międzynarodowy Rok Dziecka

- 1978–1979 - Międzynarodowy Rok Walki z Apartheidem

- 1975 - Międzynarodowy Rok Kobiet

- 1974 - Rok Ludności Świata

- 1971 - Międzynarodowy Rok Akcji Zwalczania Rasizmu i Dyskryminacji Rasowej

- 1970: Międzynarodowy Rok Edukacji

- 1968 - Międzynarodowy Rok Praw Człowieka

- 1967 - Międzynarodowy Rok Turystyczny

- 1965 - Międzynarodowy Rok Współpracy

- 1961 - Międzynarodowy Rok Badań nad Zdrowiem

- 1959–1960 - Światowy Rok Uchodźców

## Międzynarodowe dekady ONZ
- 2027–2036
  - Dekada Wylesiania i Ponownego Zalesiania zgodnych z Zasadami Zrównoważonego Zarządzania Lasami
- 2025–2034
  - Dekada Walki z Burzami Piaskowymi i Pyłowymi
  - Dekada Działań na rzecz Nauk Kriosferycznych (Lodowcowych)
  - Druga Międzynarodowa Dekada Ludzi Pochodzenia Afrykańskiego
- 2024–2033
  - Dekada Nauk na rzecz Zrównoważonego Rozwoju[55]
- 2022–2032
  - Dekada Języków Rdzennych
- 2021–2030
  - Dekada Nauk o Ocenie na rzecz Zrównoważonego Rozwoju
  - Dekada na rzecz odbudowy ekosystemu
  - Druga Dekada Działania na rzecz Bezpieczeństwa Ruchu Drogowego
  - Czwarta Międzynarodowa Dekada Wykorzenienia Kolonializmu
  - Dekada zdrowego starzenia się
- 2019–2028
  - Dekada Pokoju Nelsona Mandeli
  - Dekada Rolnictwa Rodzinnego
- 2018–2028
  - Dekada Działań "Woda dla Zrównoważonego Rozwoju"
  - Trzecia Druga Dekada Walki z Ubóstwem
- 2016–2025
  - Dekada działań na rzecz żywienia
  - Trzecia Dekada Rozwoju Przemysłowego dla Afryki
- 2015–2024
  - Międzynarodowa Dekada Ludzi Pochodzenia Afrykańskiego
- 2014–2024
  - Dekada Zrównoważonej Energii dla Wszystkich
- 2013–2022
  - Dekada Zbliżenia Kultur
- 2011–2020
  - Dekada Różnorodności Biologicznej
  - Dekada Działania na rzecz Bezpieczeństwa Ruchu Drogowego
  - Trzecia Międzynarodowa Dekada Wykorzenienia Kolonializmu

- 2010–2020 	
  - Dekada Pustyń i Walki z Pustynnieniem, ustanowiona na wniosek agendy ONZ, UNEP - rezolucja 60/192 z 19 grudnia 2007

- 2008–2017 	
  - Druga Dekada Walki z Ubóstwem - rezolucja 62/205 z 19 grudnia 2007

- 2006–2016 	
  - Dekada Odbudowy i Zrównoważonego Rozwoju Zagrożonych Regionów, ustanowiona w trzecią dekadę po katastrofie w elektrowni atomowej w Czarnobylu - rezolucja 62/9 z 20 listopada 2007

- 2005–2015 	
  - Międzynarodowa Dekada "Woda dla życia"[56] - rezolucja 58/217 z 23 grudnia 2003
  - Dekada na rzecz Romów w Europie[57] (przy współudziale Programu Narodów Zjednoczonych ds. Rozwoju)

- 2005–2014 	
  - Dekada Edukacji na temat Zrównoważonego Rozwoju (pod patronatem UNESCO)[58] - rezolucja 57/254 z 20 grudnia 2002
  - Druga Międzynarodowa Dekada Ludności Tubylczej na Świecie- rezolucja 59/174 z 20 grudnia 2004;
16 grudnia 2005 Zgromadzenie Ogólne przyjęło Program Działania dla Drugiej Międzynarodowej Dekady Ludności Tubylczej na Świecie , pod hasłem: "Partnerstwo dla działania i godności" - dokument A/60/270, sect. II

- 2003–2012 	
  - Dekada Piśmienności / Zwalczania Analfabetyzmu: Edukacja dla Wszystkich - rezolucja 56/116 z 19 grudnia 2001

- 2001–2010 	
  - Dekada Ograniczania Malarii w Krajach Rozwijających się, zwłaszcza w Afryce (pod patronatem WHO i UNICEF-u - rezolucja 60/221 z 22 grudnia 2006
  - Druga Międzynarodowa Dekada Eliminacji Kolonializmu, ustanowiona w 40. rocznicę uchwalenia Deklaracji o Przyznaniu Niepodległości Krajom i Ludom Kolonialnym - rezolucja 55/146 z 8 grudnia 2000
  - Międzynarodowa Dekada Kultury Pokoju i Niestosowania Przemocy dla Dobra Dzieci na Całym Świecie' (pod patronatem UNESCO) - rezolucja A/RES/59/143 (72 posiedzenie plenarne 15 grudnia 2004)[59]

- 1997–2006
  - Dekada Walki z Ubóstwem

- 1994/95–2004
  - Dekada Edukacji Praw Człowieka[60] - rezolucja 49/184 z 23 grudnia 1994
  - Międzynarodowa Dekada Ludności Tubylczej na Świecie - rezolucja 48/163 z 21 grudnia 1993

- 1991–2000
  - Druga Dekada Rozwoju Przemysłowego Afryki[61]
  - Dekada Przeciwko Narkomanii
  - Druga Dekada Transportu i Komunikacji w Afryce

- 1990–2000
  - Międzynarodowa Dekada Eliminacji Kolonializmu
  - Czwarta Dekada Rozwoju ONZ
- 1990–1999
  - Dekada na rzecz Ograniczania Klęsk Żywiołowych
  - Dekada Prawa Międzynarodowego
- lata 90.
  - Trzecia Dekada Rozbrojenia
- 1988–1997
  - Światowa Dekada Rozwoju Kulturalnego
- 1983–1992
  - Dekada Osób Niepełnosprawnych[62]

- 1981–1990
  - Trzecia Dekada Rozwoju ONZ
  - Dekada Zaopatrzenia w Wodę Pitną i Sanitacji
- 1980–1990
  - Druga Dekada Rozbrojenia
- lata 80.
  - Dekada Rozwoju Przemysłowego Afryk
- 1976–1985
  - Dekada Kobiet: Równość, Rozwój i Pokój
- 1973–1982/83, 1983–1992/93, 1992/93–2002/03
  - I, II i III Dekada Walki z Rasizmem i Dyskryminacją Rasową[63]

- 1971–1980
  - Druga Dekada Rozwoju ONZ
- lata 70. 
  - Dekada Rozbrojenia
- lata 60. (1960–1970)
  - Pierwsza Dekada Rozwoju ONZ (ogłoszona na wniosek prezydenta Stanów Zjednoczonych rezolucją nr 1710 z 19 grudnia 1961)[64]